# Classe Floréal
La classe Floréal est un type de frégates de surveillance construites en France.

## Frégate de surveillance
Contrairement à aujourd'hui, il y a une trentaine d'années, les conflits de grande envergure semblaient peu probables avec la fin de la guerre froide. La Marine nationale considèrait alors que ses avisos n'étaient plus adaptés aux conflits de basse intensité et demande un nouveau type de navire plus adapté à ce nouvel environnement. Une des principales missions prévues est la surveillance de la Zone économique exclusive (ZEE), d'une étendue de 12 000 000 km² pour la France. Il faut donc des bateaux embarquant un hélicoptère, mais peu sophistiqués, donc moins chers et plus faciles à construire.
Fruit d'une expression de besoins datant de 1987, le projet est lancé en avril 1988 avec l’emploi d'un chantier civil, les Chantiers de l'Atlantique, pour construire les six unités. Et pour la première fois ce chantier applique une des règles de construction des bateaux civils, la construction par « blocs ». Les frégates classe La Fayette profitent de ce nouveau savoir-faire. Autre nouveauté, cette classe répond aux normes civiles des bateaux transportant des passagers, cloisons étanches, fourniture d'énergie ou règles de sécurité.
Deux autres bâtiments, les Mohammed V et Hassan II ont été achetés par la marine royale marocaine et sont entrés en service en 2002 et 2003 avec des modifications par rapport aux français.

## Construction et tests
Une fois la coque et les systèmes « civils » installés, les Chantiers de l'Atlantique s'occupent également des essais à la mer, la Marine nationale n'étant là que comme observatrice. Les moteurs diesels sont construits chez SEMT Pielstick, un des sous-traitants (et voisin) des Chantiers de l'Atlantique. Lorsque le navire est jugé apte, la DCN reprend en main l'équipement en matériels militaires, communications, détection, artillerie... En effet, pour être crédibles dans leur rôle, les frégates de surveillance doivent emporter un armement (limité en matière de lutte anti-sous-marine) dont la puissance doit être dissuasive (grâce à des radars, l'emport d'un hélicoptère et d'un canon de 100 mm). Un temps évoquée, la mise en œuvre de 2 affûts Systèmes Intégrés Mistral Bi-munitions pour l’AutoDéfense (SIMBAD) pour missile MBDA Mistral mer-air à très courte portée (5 kilomètres) est abandonnée. Finalement, un navire sortira tous les ans des Chantiers de l'Atlantique.
En 2015, les 2 missilles systèmes Exocets MM 38 ont été débarqués, car considérés comme inutiles pour les missions de ces frégates.

## Remplacement

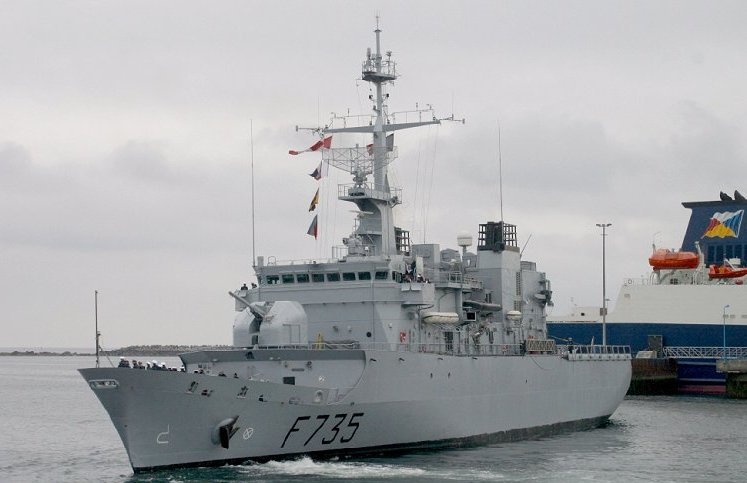
Frégate Germinal, dernière à être mise en service de la classe Floréal

La consolidation des capacités de la Marine nationale, évoquée par le Livre blanc sur la Défense et la Sécurité nationale, interviendrait après 2025, au moment où le Germinal atteindrait 31 ans d'âge. Les corvettes Gowind étant jugées trop chères, le projet en vue est l'European Patrol Corvette « hauturier, rustique et pas cher ». Cependant, en 2024, les Gowind sont à nouveau évoquées comme candidates potentielles.

## Opérations
Ces navires sont en opérations permanentes, leur mission étant essentiellement de temps de paix.
- Prise d'otage du Ponant dans le golfe d'Aden en avril 2008 ;
- Opération Azalée de neutralisation de Bob Denard aux Comores ;
- Sierra Leone en 1995 ;
- Somalie en 1993.

## Navires de la classe Floréal

### Marine française
Les navires de la classe Floréal portent tous des noms de mois du calendrier républicain.
| Indicatif | Nom         | Mise sur cales    | Mise à l'eau   | Mise en service | Désarmée | Base navale                  |
| --------- | ----------- | ----------------- | -------------- | --------------- | -------- | ---------------------------- |
| F730      | Floréal     | 2 avril 1990      | 6 octobre 1990 | 27 mai 1992     |          | Port de la Pointe des Galets |
| F731      | Prairial    | 11 septembre 1990 | 16 mars 1991   | 20 mai 1992     |          | Papeete                      |
| F732      | Nivôse      | 16 janvier 1991   | 10 août 1991   | 15 octobre 1992 |          | Port de la Pointe des Galets |
| F733      | Ventôse     | 28 juin 1991      | 14 mars 1992   | 5 mai 1993      |          | Fort-de-France               |
| F734      | Vendémiaire | 17 janvier 1992   | 23 août 1992   | 21 mars 1993    |          | Nouméa                       |
| F735      | Germinal    | 17 août 1992      | 14 mars 1993   | 17 mai 1994     |          | Fort-de-France               |

### Marine marocaine

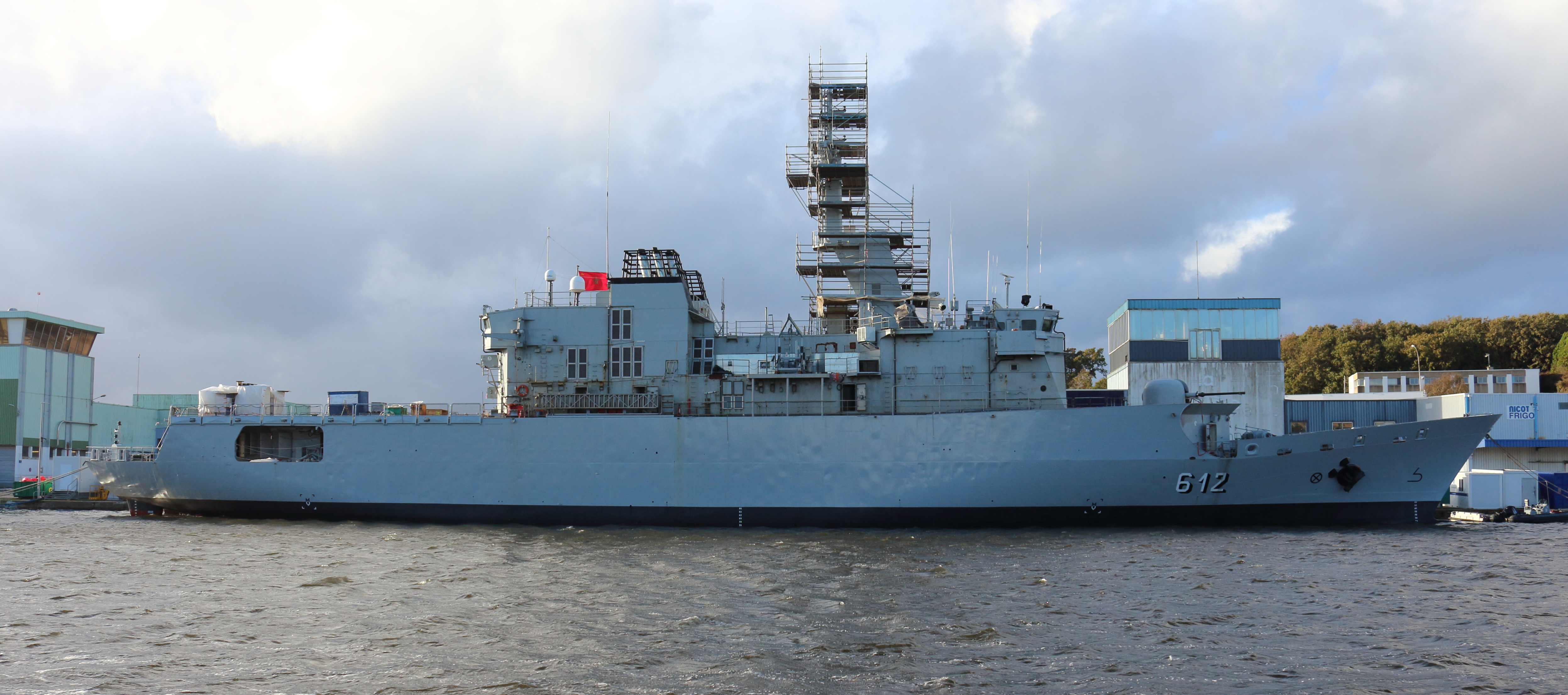
La frégate Hassan II en entretien à Concarneau.

- Mohammed V (en) (611)
- Hassan II (en) (612)